# Los Asesinos del Sur
Los Asesinos del Sur – czwarty album studyjny polskiej grupy muzycznej Stillborn. Wydawnictwo ukazało się 1 września 2011 roku nakładem wytwórni muzycznej Ataman Productions w dystrybucji Pagan Records. Nagrania zostały zarejestrowane zimą 2010 roku w Kwart Studio w Bochni przez Piotra Lekkiego.

## Lista utworów
Opracowano na podstawie materiału źródłowego.
1. „Overture .966” – 1:13
2. „Hymn of Destruction” – 3:10
3. „Diamonds of the Last Water” – 2:49
4. „Antonym” – 2:40
5. „Son of the Holy Motherfucker” – 2:45
6. „Blood and Dust” – 4:06
7. „Kot Wolanda” – 1:55
8. „Los Asesinos del Sur” – 6:06
9. „Stillborn II (Singularities of the Ordinary Vulgar Boor)” – 3:24
10. „Whore of the Whores” – 3:08